# Akershus fylke
Akershus är ett norskt fylke, som gränsar mot Innlandet, Buskerud, Oslo, Østfold och Sverige. Akershus hade en yta på 5 464 km² och år 2023 hade fylket 716 020 invånare. Det administrativa centret är Oslo, trots att Oslo inte är en del av själva fylket. En del av Oslos förorter ligger dock i fylket. I Akershus ligger Eidsvoll där den norska grundlagen undertecknades 17 maj 1814.

## Namnet
Akershus fästning har givit namn åt fylket. Namnet kommer från det fornnordiska akr, åker, och hús, borg eller kastell.

## Historia
Akershus hovedlen upprättades på 1500-talet och omfattade förutom dagens Akershus också det nuvarande Hedmark, Oppland, Buskerud och Oslo, förutom Askim, Eidsberg och Trøgstad i Østfold. 1662 blev Akershus stiftamt upprättat, och 1685 blev Buskerud avskilt som ett eget amt. 1768 blev också Hedmark och Oppland avskiljda till Oplandenes amt, och 1842 blev Christiania (Oslo) avskilt från Akershus. 1 januari 1919 avskaffades beteckningen amt och man införde istället fylke.
1948 införlivades Akers kommun i Oslo kommun. 1980 respektive 1984 överförs delar av Skedsmo kommun och Nittedals kommun till Oslo kommun. 1996 överförs bebodda delar av Askers kommun till Røykens kommun i Buskerud fylke.
Fylket upphörde den 1 januari 2020 då Viken fylke bildades genom sammanslagning av Østfold fylke, Akershus fylke och Buskerud fylke. Viken fylke upplöstes den 1 januari 2024 och Akershus fylke återupprättades. Kommunerna Jevnaker och Lunner som innan sammanslagningen tillhörde Oppland fylke kom då att tillhöra fylket.

## Geografi
Akershus består av tre regioner. Follo i söder, Romerike i norr, och den västra regionen (Asker/Bærum) i den del av fylket som ligger väster om Oslo. I Romerike ligger flygplatsen Gardermoen.
22 kommuner ligger i fylket. Det fanns fyra tätorter med stadsstatus: Lillestrøm (1997), Sandvika (2003), Ski (2004) och Drøbak (2006). Högsta punkten var Fjellsjøkampen i Hurdal, 812 meter över havet.

## Demografi
Akershus är Norges näst största fylke, sett till antalet invånare, efter Oslo. Största befolkningskoncentrationen återfinns i det tätbebyggda området runt Oslo. Här bodde 2003 cirka 64% av fylkets invånare. Länge var befolkningstillväxten störst där, men efter att Gardermoens flygplats öppnades jämnade befolkningstillväxten ut sig. Från år 2000 hade kommunerna i övre Romerike bland de högsta procentuella befolkningstillväxterna i riket. Fylket som helhet har Norges högsta befolkningstillväxt. Åren 1993-2003 var den 1,3% årligen. Det skall jämföras med den samtida norska medeltillväxten på 0,6%.
Akershus har en ung befolkning med många i åldern 30-50 år. Därför var också andelen barn hög. En stor del av befolkningen arbetade i Oslo. 2001 var det 97 500 personer.

## Kommuner
Akershus är uppdelat i 21 kommuner. Kartan visar emellertid den kommunala indelningen före 2020.
- Askers kommun
- Aurskog-Hølands kommun
- Bærums kommun
- Eidsvolls kommun
- Enebakks kommun
- Frogns kommun
- Gjerdrums kommun
- Hurdals kommun
- Jevnakers kommun
- Lillestrøms kommun
- Lunners kommun
- Lørenskogs kommun
- Nannestads kommun
- Nes kommun
- Nesoddens kommun
- Nittedals kommun
- Nordre Follo kommun
- Rælingens kommun
- Ullensakers kommun
- Vestby kommun
- Ås kommun

## Tätorter
Fylkets tätorter kommunvis:
| Aurskog-Hølands kommun - Aursmoen - Bjørkelangen - Fosser - Hemnes, Akershus - Løken - Momoen Askers kommun - Oslo (del av) Bærums kommun - Oslo (del av) Enebakks kommun - Flateby - Kirkebygda - Ytre Enebakk Fets kommun - Fetsund - Fjellsrud - Åkrene Frogns kommun - Drøbak Gjerdrums kommun - Ask - Grønlund Hurdals kommun - Prestegårdshagen - Torget i Hurdal Lørenskogs kommun - Oslo (del av) Eidsvolls kommun - Eidsvoll - Finnbråtan - Langset - Minnesund - Råholt Nannestads kommun - Eltonåsen - Løkenfeltet - Maura - Teigebyen - Åsgrenda Nes kommun - Aulifeltet - Brårud - Fjellfoten - Haga - Kampå - Neskollen - Opakermoen - Skogrand - Tomteråsen - Vormsund - Årnes | Nesoddens kommun - Fagerstrand - Fjellstrand - Nesoddtangen - Torvik Nittedals kommun - Grønvoll - Oslo (del av) - Løstad - Rotnes - Åneby Oppegårds kommun - Oslo (del av) Rælingens kommun - Oslo (del av) Skedsmo kommun - Leirsund - Oslo (del av) Ski kommun - Kråkstad - Oslo (del av) - Siggerud - Ski Sørums kommun - Aulifeltet - Blaker - Frogner - Hogsetfeltet - Leirsund - Lindeberg - Lundermoen - Lørenfallet - Oslo (del av) - Sørumsand Ullensakers kommun - Borgen - Jessheim - Kløfta - Neskollen - Nordkisa - Råholt - Sessvollmoen Vestby kommun - Hvitsten - Hølen - Moss - Vestby Ås kommun - Togrenda - Ås |

## Städer
I Akershus  fylke finns fem städer:
- Drøbak
- Jessheim
- Lillestrøm
- Sandvika
- Ski

## Kyrklig indelning
Oslo, Asker och Bærum tillhör Oslo stift. Resten av fylket tillhör Borgs stift.

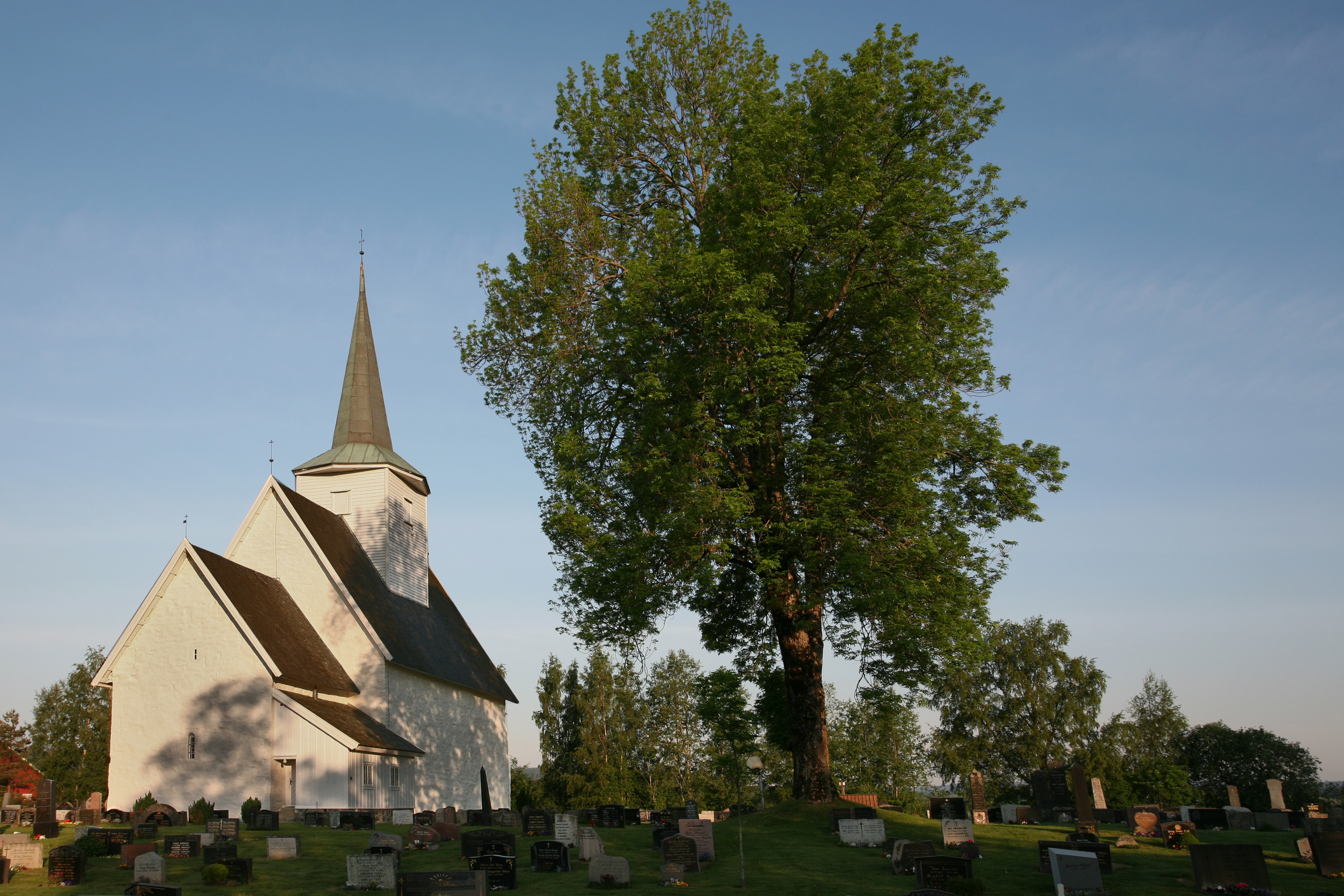
Sørums kyrka.